# Медді Ґоф
Медді Ґоф (англ. Maddy Gough, 8 червня 1999) — австралійська плавчиня.
Учасниця Олімпійських Ігор 2020 року, де на дистанції 1500 метрів вільним стилем вона потрапила до фіналу і посіла в ньому 8-ме місце.